# خطوط هوایی ترانس اویا اکسپورت
خطوط هوایی ترَنس‌اِویاِ اکسپورت (به انگلیسی: TransAVIAexport airline) شرکت هواپیمایی ترابری ملی و حامل پرچم کشور بلاروس است که در حمل و نقل هوایی بار فعالیت دارد. مقر این شرکت در فرودگاه بین‌المللی مینسک در بلاروس و قطب اصلی آن در فرودگاه بین‌المللی شارجه در امارات متحده عربی است

## بررسی اجمالی
این شرکت هواپیمایی در دسامبر ۱۹۹۲ در بلاروس تأسیس شد و تاکنون مشغول به انجام پروازهای باری در سراسر جهان است.

## ناوگان

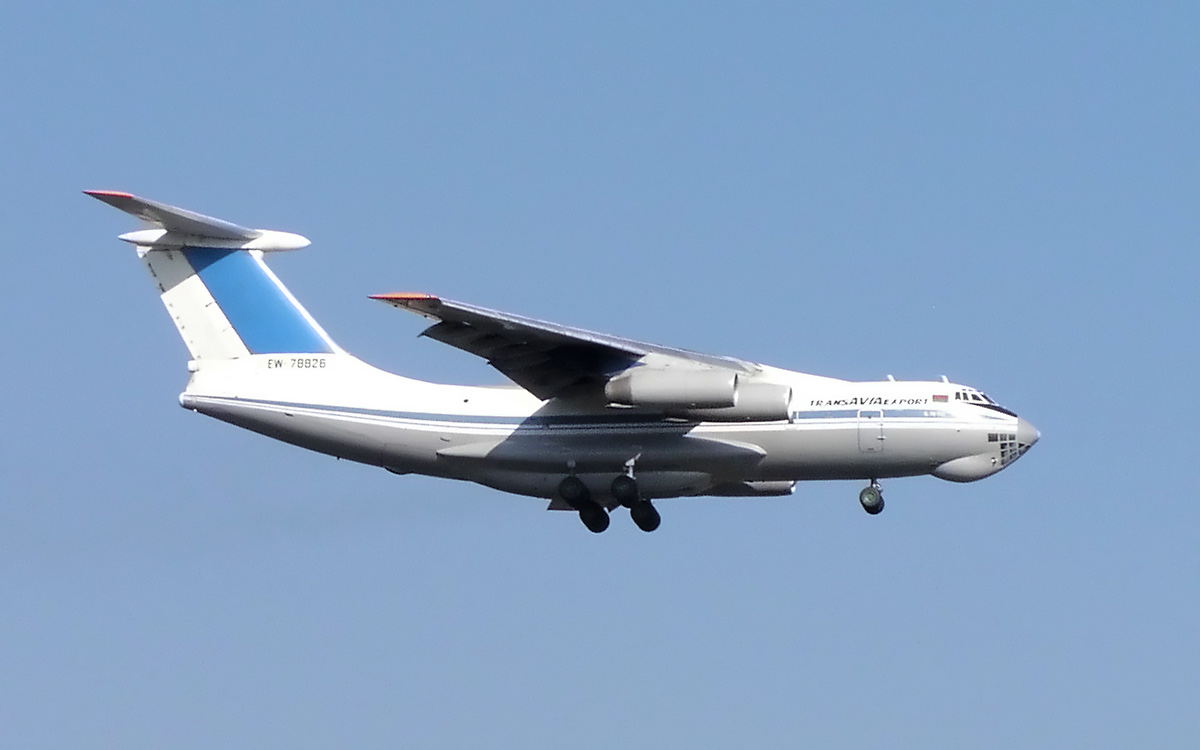
ایلیوشین ایل -76 TD

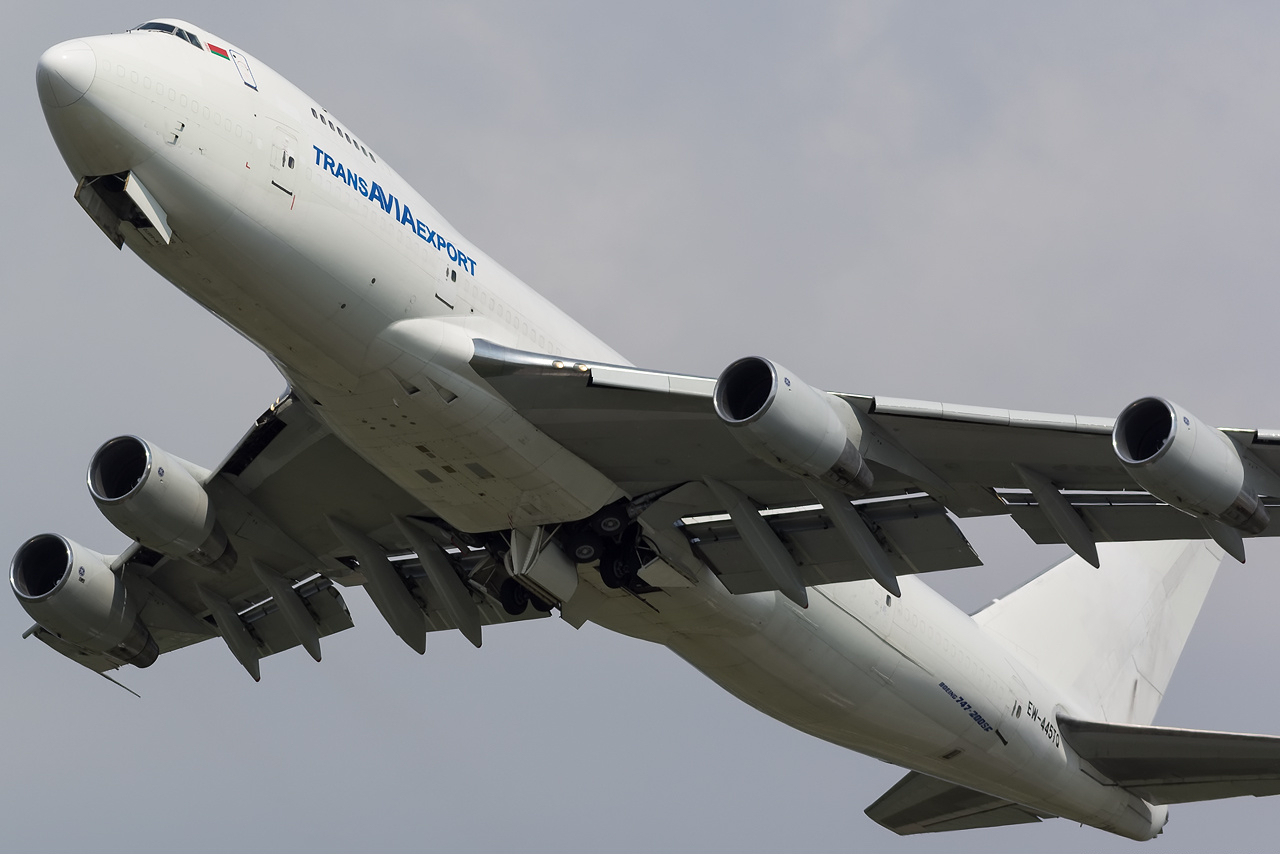
بوئینگ ۷۴۷ در فرودگاه بلگراد نیکولا تسلا در ژوئن ۲۰۱۵

شرکت هواپیمایی ترَنس‌اِویاِ اکسپورت از هواپیماهای ترابری سنگین ایلیوشین ایل-۷۶، قادر به حمل حداکثر ۴۵ تن بار با حجم حداکثر ۲۱۰ مترمکعب استفاده می‌کند.

### ناوگان فعلی

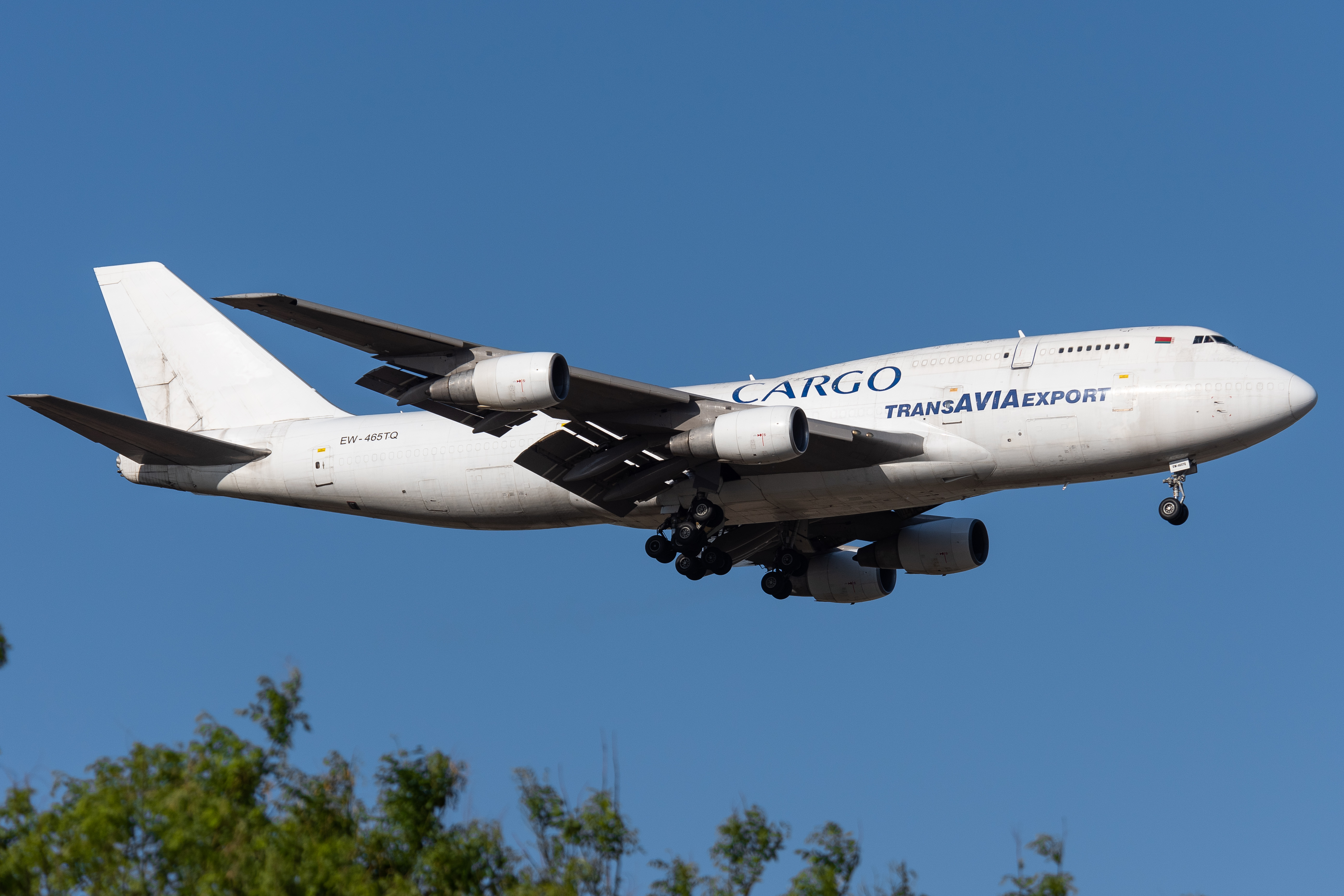
فرود هواپیمای بوئینگ ۷۴۷ در آوریل ۲۰۲۰ در فرودگاه بین‌المللی پکن

ناوگان هواپیمایی این شرکت، شامل هواپیماهای زیر است (تا اوت ۲۰۱۹):
- ۱ فروند بوئینگ 747-300SF
- ۵ فروند ایلیوشین Il-76TD

### ناوگان سابق
- ۲ فروند بوئینگ 747-200F
- ۱ فروند ایلیوشین Il-76TD

## سوانح
- در تاریخ ۹ مارس ۲۰۰۷، یک ایلیوشین ایل-۷۶، هنگام نزدیک شدن به فرودگاه موگادیشو، سومالی مورد اصابت یک گلوله آرپی‌جی قرار گرفت. هواپیما به سلامت فرود آمد اما خسارت قابل توجهی دید.
- در ۲۳ مارس ۲۰۰۷، یک ایلیوشین ایل-۷۶ این شرکت در حال برخاستن از فرودگاه موگادیشو در سومالی با یک موشک سطح‌به‌هوا سرنگون شد.[۲]
- در ۲۲ اوت ۲۰۱۷، یک فروند ایلیوشین ایل-۷۶ این شرکت هنگام تقرب در جوبا، سودان جنوبی پس از برخورد به درختی در نزدیکی باند فرود، چندین خانه را ویران کرد. در این سانحه، یک دختر ۵ ساله کشته‌شد.[۳]